# Джуліо Каппеллі
Джуліо Каппеллі (італ. Giulio Cappelli; нар. 4 березня 1911, Ла-Спеція — пом. 16 грудня 1995) — італійський футболіст, фланговий півзахисник. По завершенні ігрової кар'єри — футбольний тренер.
Як гравець насамперед відомий виступами за клуби «Спеція» та «Ліворно», а також національну збірну Італії.
У складі збірної — олімпійський чемпіон.

## Клубна кар'єра
У дорослому футболі дебютував 1929 року виступами за команду клубу «Спеція», в якій провів чотири сезони, взявши участь у 109 матчах чемпіонату. Більшість часу, проведеного у складі «Спеції», був основним гравцем команди.
Своєю грою за цю команду привернув увагу представників тренерського штабу клубу «Ліворно», до складу якого приєднався 1933 року. Відіграв за клуб з Ліворно наступні два сезони своєї ігрової кар'єри.
Згодом з 1935 по 1940 рік грав у складі команд клубів «В'яреджо», «Луккезе-Лібертас» та «Спеція».
Завершив професійну ігрову кар'єру у клубі «Лігурія», за команду якого виступав протягом 1940—1941 років.

## Виступи за збірну
1936 року дебютував в офіційних матчах у складі національної збірної Італії. Протягом кар'єри у національній команді, яка тривала лише один рік, провів у формі головної команди країни 2 матчі, забивши 1 гол.
У складі збірної був учасником футбольного турніру на Олімпійських іграх 1936 року у Берліні, здобувши того року титул олімпійського чемпіона.

## Кар'єра тренера
Розпочав тренерську кар'єру, повернувшись до футболу після невеликої перерви, 1947 року, очоливши тренерський штаб клубу «Луккезе-Лібертас».
Надалі очолював команди клубів «Інтернаціонале», «Дженоа», «Катанія», «Комо» та «К'єті».
Останнім місцем тренерської роботи був клуб «Алессандрія», команду якого Джуліо Каппеллі очолював як головний тренер до 1967 року.
Помер 16 грудня 1995 року на 85-му році життя.
| Дата       | Місто  | Господарі | Результат | Гості  | Турнір  | Голи | Примітки |
| ---------- | ------ | --------- | --------- | ------ | ------- | ---- | -------- |
| 03/08/1936 | Берлін | США       | 0 – 1     | Італія | ОІ 1936 | -    |          |
| 07/08/1936 | Берлін | Японія    | 0 – 8     | Італія | ОІ 1936 | 1    |          |
| Усього     |        | Матчів    | 2         |        | Голів   | 1    |          |

## Титули і досягнення
- Олімпійський чемпіон: 1936